# Coup d'accordéon
Un coup d'accordéon est une procédure financière qui a pour objet de récompenser l'injection de capital, par un actionnaire extérieur, dans une société qui n'a plus de fonds propres. En échange de l'augmentation de capital à laquelle le nouvel actionnaire consent à participer, la procédure contraint les anciens actionnaires à une réduction de capital, afin que le nouvel arrivant obtienne une part du capital suffisante pour justifier son apport.

## Aspects juridiques
La jurisprudence a veillé au respect des droits des associés au capital de l'entreprise, les anciens comme les nouveaux, concernant la seconde partie de l'opération, l'augmentation de capital. Dans un arrêt du 17 mai 1994, la Cour de cassation a évoqué à deux reprises la faculté pour les actionnaires existants de souscrire à une nouvelle augmentation de capital, mais dans un arrêt du 18 juin 2002, elle s’est prononcée pour une augmentation de capital réservée à un tiers, par suppression du droit préférentiel de souscription des actionnaires existants. 
Dans ses différents arrêts, la Cour a en fait tenu compte de critères économiques, comme la situation de la société, étant plus ouverte aux nouveaux actionnaires lorsqu'un dépôt de bilan est la seule alternative. D’autre part, elle a veillé à l'égalité de traitement, donnant son feu vert à une modification substantielle du tour de table, au détriment des associés existants par rapport aux nouveaux lorsque les actionnaires majoritaires ont subi le même sort que les minoritaires.

## Aspects économiques
L'égalité de traitement entre actionnaires favorise les coups d'accordéon qui eux-mêmes encouragent les sociétés à reconstituer leurs fonds propres, et donc leur capacité à investir, s'endetter et résister aux aléas futurs de la conjoncture économique, en particulier pour celles qui traversent une situation conjoncturelle de sous-capitalisation, voire pour celles qui sont dans une sous-capitalisation structurelle, par le choix de leurs actionnaires existants.

## Aspects sociaux
L'injection de capital offerte à la société par l'arrivée d'un nouvel actionnaire est de nature à la renforcer et limiter l'impact des restructurations dans le domaine social, lorsque celles-ci sont la conséquence directe d'une sous-capitalisation de l'entreprise. Mais tout dépend des projets du repreneur et de ceux des actionnaires existants. Le coup d'accordéon effectué trop rapidement ne donne pas la possibilité à ceux des actionnaires qui auraient accepté de recapitaliser leur société de le faire.

## Aspects fiscaux
Le "coup d’accordéon" réduit le capital et donc la valeur des parts sociales, ce qui fait qu'il est fréquemment suivi  de moins-values lors de la cession des titres par les actionnaires. Fiscalement, ceux-ci ont besoin de savoir s’il s’agit de moins-values à court terme ou à long terme, les taux d'imposition pouvant être différents. De plus, les premières peuvent être imputables sur le résultat d’exploitation d'autres sociétés. Par ailleurs, le "coup d’accordéon" ne génère pas de
perte définitive avant cession des titres pour l’actionnaire dont la participation au capital de la société se maintient ou augmente, selon le principe "pas vendu, pas perdu".